# Mullah

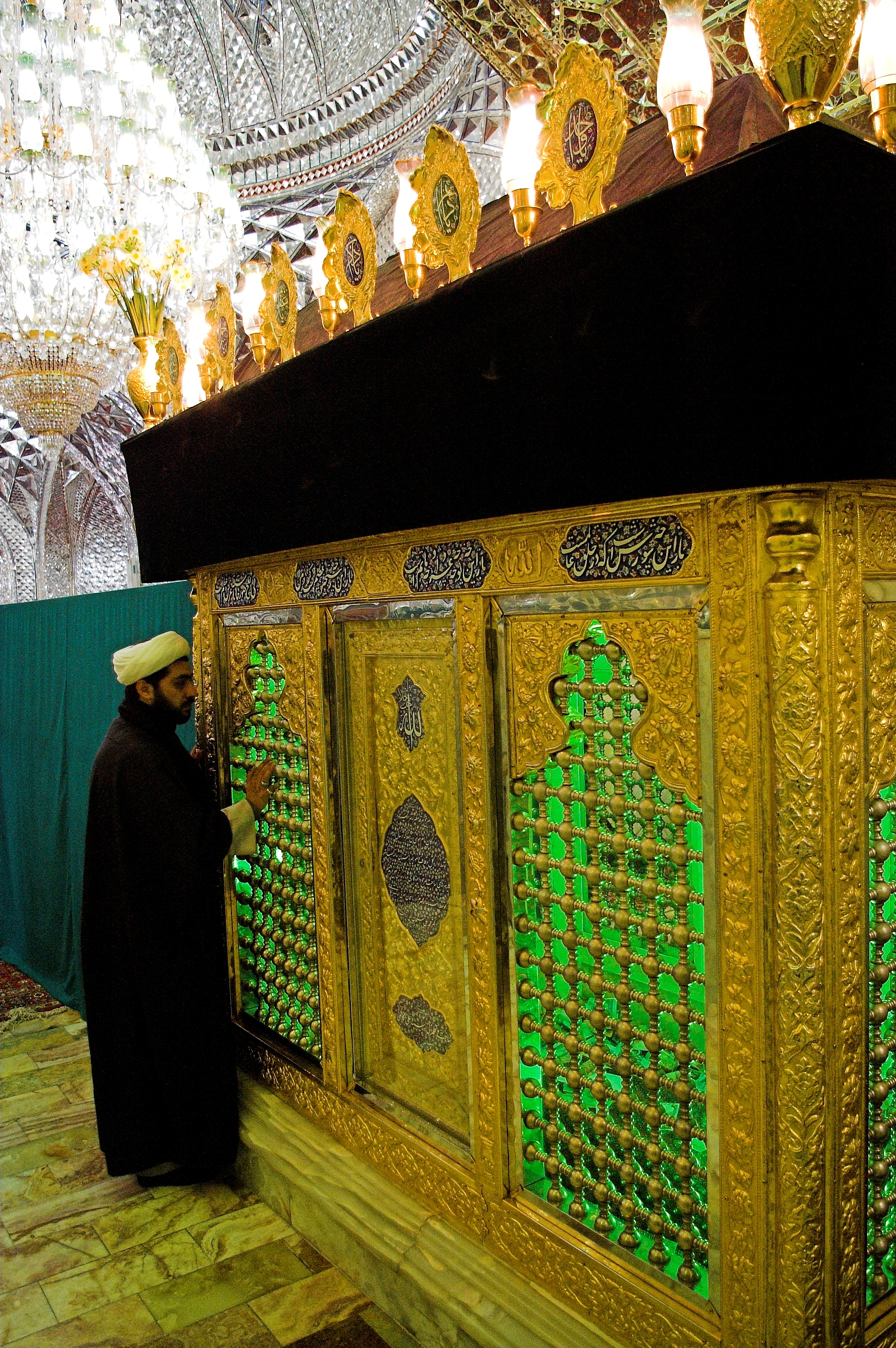
Betender Mullah in der Imāmzādeh-Moschee in Täbris

Mullah oder Mulla bzw. in persischer Aussprache Molla (arabisch ملا, DMG mullā, persisch ملا, DMG mollā, türkisch molla; abgeleitet von arabisch مولى, DMG maulā ‚Herr, Richter, Meister‘) ist ein umgangssprachlicher Titel für einen islamischen Rechts- und Religionsgelehrten (arabisch عالم, DMG ‘ālim ‚Gelehrter‘, Plural علماء, DMG ‘ulamā’) sowie jeden Vorbeter. Demnach umfasst der Begriff sämtliche islamischen Religionsgelehrten, unabhängig von ihrem akademischen Status.

## Oberbegriff
Früher war der Mullah in ländlichen Gebieten der Einzige, der lesen und schreiben konnte, und damit ein wichtiges soziales Bindeglied. Bis zum 20. Jahrhundert wurde der Ausdruck für rangniedrige Geistliche verwendet, deren Kompetenz eher im Erzählen der Passionsgeschichten um Aschura lag und nicht etwa in der Lehre oder im Erlassen von islamischen Rechtsgutachten. Heute umfasst die Bezeichnung „Mullah“ alle schiitischen Geistlichen ebenso wie Vorbeter, Freitagsprediger oder Studenten (Talib). Bedeutende religiöse Rechtsgelehrte mit abgeschlossener theologischer Ausbildung bezeichnet man auch als Mudschtahid. Deren religiöse Titel werden gegliedert in:
- Saghatoleslam, auch Saghat-ol-islam (Vertrauter des Islam),
- Hodschatoleslam, auch Hodjat-ol-islam (Beweis des Islam),
- Hodschatoleslam val moslemin, auch Hodjat-ol-islam val moslemin (Beweis des Islam und der Muslime),
- Ajatollah (Zeichen Gottes),
- Ajatollah al-Ozma oder Großajatollah (größtes Zeichen Gottes) und
- Mardschaʿ-e Taghlid (absolute Instanz/Quelle der Nachahmung), der höchste Titel der schiitischen Geistlichkeit. Er fand zuletzt in der Person Ajatollah al-Ozma Borudscherdi († 1961) allgemeine Anerkennung.

## Anzahl (Iran)
Buchta bezifferte 2004 die Zahl der Geistlichen (Mullah) in Iran mit:
- 14 Großajatollah
- 5.000 Ajatollah
- 28.000 Hodschatoleslam
- 180.000 einfache Geistliche (Sänger, Vorbeter, Prediger, Freitagsprediger)

Im Jahre 1977 zählte man nach Angaben des Staatsministers für Religiöse Stiftungen in Iran nur 85.000 Mullahs. Die Bevölkerung des Landes ist in diesem Zeitraum in ähnlichem Maße gewachsen.

## Negative Konnotation
Bereits Mitte des 17. Jahrhunderts setzte sich der indische Mogul-Prinz Dara Shikoh in seinem Werk Das mächtigste Elixier mit der dogmatischen Verengung der Religionsausübung seitens „der Mullas“ kritisch auseinander, und um 1900 wurde Mohammed Abdullah Hassan im Englischen als „mad mullah“ bezeichnet. 1979, mit der islamischen Revolution und dem Umsturz in Iran, neuerdings verstärkt durch das iranische Atomprogramm, wird in den westlichen Medien der Ausdruck „verrückte Mullahs“ oder „Mullah-Regime“ für das politische System Irans genannt. Die Anzahl der Mullahs jedoch, die im Regierungssystem Irans tätig sind, ist relativ gering. Auch in Iran wird das Wort Mullah von säkular eingestellten Iranern als eine Abwertung Geistlicher verwendet.
Im Volksmund wird auch der Ausdruck Achund (persisch آخوند, DMG āḫūnd, zu deutsch Gelehrter Herr) statt Mullah gebraucht.